# Бан, Матия
Матия Бан (16 декабря 1818, Дубровник — 14 марта 1903, Белград) — сербский поэт и драматург. Родился в хорватском городе Дубровник, но поселился в Сербии в 1844 году, где долгое участвовал в дипломатических миссиях на службе Княжества Сербского.
Был ярым сторонником сербского единства и независимости, при этом одновременно являясь панславистом. Также примечателен тем, что первым использовал термин «Югославия» в одном из своих стихотворений, написанном в 1835-м году.

## Биография
Матия родился в Дубровнике (современная Хорватия) в католической семье. После получения образования в лицее Дубровника, он собирался присоединиться к ордену минаритов, но внезапно изменил свои планы и отправился путешествовать на восток по Турции и Греции, где изначально жил и работал во многих местах, начиная с острова Хейбелиада недалеко от Константинополя (Стамбула), Бурсы и самого Константинополя, также владел небольшой недвижимостью в Анатолии, где отдыхал и проводил праздники. 
Хорошо выучившись французскому и итальянскому языкам в молодые годы, начал свою литературную деятельность сочинением нескольких любовных и сатирических стихотворений на итальянском языке, напр.: «Il terremonto dl Ragusa», «Tingal», «Radimiro», «Il Moscovite».
Также, попав под влияние панславистов и сторонников романтического национализма Михаила Чайковского и Франтишека Заха, он решил отправиться в Белград для распространения идей о том, что сербский патриотизм не должен ограничиваться лишь внутренними государственными границами.
Попав в Белград в 1844 году, он устроился на работу в правительство и издал книгу «Женский Воспитатель» (серб. Женски воспитатељ; 3 тома, Белград, 1847 года) для своих учениц, дочерей князя Александра Карагеоргиевича. Здесь же он написал свою известную трагедию «Мейриму», которая в русском переводе напечатана в «Русском Вестнике» 1876 года, под заглавием «Мейрима, или Босняки». Также начинает серьёзно интересоваться сербо-хорватской литературой, находясь под влиянием великого сербского лингвиста-реформатора, поэта-романтиста и стандартизатора сербской кириллицы Вука Караджича, а также сербского поэта-лирика Бранко Радичевича.
В течение следующих нескольких лет, чтобы более тесно участвовать в политической жизни Сербии, выстраивает дружеские и рабочие отношения с сербским министром иностранных дел Илиёй Гарашанином, автором «Начертания», согласно которому он призывал к свержению власти Турции на югославянских землях и их объединению под властью монархической Сербии, но идеи Матаи и Вука не были приняты сербским правительством, не без помощи Йована Попвича и сербской церкви, выступавших против распространения сербского национализма за пределы сербского государства.
В 1849 году Бан переехал в Дубровник, где основал литературно-научный журнал «Dubrovnik», четвёртый и последний выпуск которого был напечатан в 1853 году. В этом же году Бан издал свой первый сборник стихов «Разные стихотворения» (серб. Rozlične pjesme), заключающий в себе любовные и политические стихотворения. В следующем году он возвратился в Белград, где был назначен учителем французского и итальянского языка в тамошнем лицее, но, написав к султану оду, которая нажила ему много врагов среди сербского населения, он должен был оставить место и с тех пор всё своё время посвятил путешествиям и литературным работам. В 1887 году стал одним из первых 16 академиков Сербской королевской академии наук по отделению искусств.
Из его сочинений следует отметить трагедии «Dobrilo a Milenka», «Uroš V», «Car Lazar», «Smrt kneza Dobro-slava», «Vukašin», «Zla kob», «Jan Hus» (1884), «Marta Posadnica ili pad Velikoga Novgoroda», «Kobna tajna» (1881), «Marojica Kaboga» (1880).